# Родин, Александр Иванович
Александр Иванович Родин (Алесь Родин; 15 мая 1947, Барановичи — 19 декабря 2022, Минск) — белорусский художник.
Основные направления творчества — абстракция, пейзаж. Александр Родин — мастер экспериментальной живописи и перформанса.

## Биография
Родился в 1947 году в городе Барановичи (Беларусь).
Учился в художественной студии Виктора Версоцкого и художественной школе № 1. Продолжал обучение на отделениях дизайна и живописи в Белорусском государственном театрально-художественном институте у Ивана Ахремчика, Натана Воронова, Хайма Лившица.
Работы автора отличаются многозначностью, неповторимостью и микроскопической точностью. Картины одновременно впечатляют и притягивают.
Каждую свою картину художник считает эскизом, который со временем может быть дорисован или перенесен на большее полотно.
В пятнадцать лет Александр Родин увлекался телескопами. Особенно его влекла не сама оптика, а эмоциональные состояния, которые испытывает человек, глядя на иррациональное фантастический мир ночного неба. Через стекла телескопов чудесным образом менялись и привычные предметы: они увеличивались или уменьшались, становились стереоскопически объёмными, продолжительными, словно пропущенными через пространственные решетки. С оптическими приборами Александр Родин экспериментировал и позже, уже в институте, чтобы понять тайны цвето- и формосоздания. Все это дало толчок для написания первых гиперреалистических сюжетов.
Картины А.Родина долгое время воспринимались в Беларуси неоднозначно, казались слишком сложными и неуместными. На полотнах присутствовали фигуры, нарисованные довольно познавательно и реалистично. Однако многих удивляли непропорционально вытянутые части тел, огромные, на все полотно, ладони и глаза, которые превращали картины в страшные галлюцинации. Родин смело вмешивался в основы материи, разлагая её на части, выделяя её механические создании и биологические ритмы.
Будучи студентом театрально-художественного института, Родин пытался преодолевать барьеры реалистического отражения действительности. Его интересовали формальная композиция, творческие поиски Шагала, Кандинского. Довольно жёсткий консерватизм художественной среды того времени, в котором довелось работать, научил выживать в экстремальных условиях, сохранять собственное внутреннее мироощущение. В то же время это подтолкнуло художника к «андеграундным исканиям первой волны», — так назвали позже искусствоведы субкультуру, которая сложилась в нашей стране в 1970-х годах. Художник нашёл свой собственный отличительный метод, который позже искусствовед Е.Шунейко назвал «нон-стоп-панорама».
Для А.Родина процесс написания картины — длинный и медленный. Над одним полотном он мог работать в течение нескольких лет. Однако это не мешает его работам оставаться актуальными и через десятилетия после создания, так как они воплощают авторскую обеспокоенность событиями и проблемами современности. Его картины передают ощущение глобальных перемен во вселенной, их масштабное осознание самим автором.
В 1990-х годах художник пишет диптих «Апокалипсис» и завершает циклы «Синдром Возрождения» и «Тысячелетняя мифология», в которых проявляет агрессию и гармонию общества, определяющих исторические пути второй половины XX века. Образный мир его картин на первый взгляд кажется хаотичным из-за бесконечного количества мелких линий и точек, которые создают неуловимую подвижную конструкцию. Такая живописная структура завораживает динамичностью и напряжением. В завихрения линий скрываются сложные синтетические образы, многофигурные композиции, урбанистические пейзажи. Пространство полотна теряет плоскостность, воспринимается объемной, словно через нити ткани прорастают узловатые корни деревьев. Большое количество микроскопических деталей заставляет пристально рассматривать работы, создает тайну проникновения в суть задуманного.
Позже начались поездки за границу: в Нидерландах вместе с художником В. Мартынчиком Александр Родин представил своих фигуративных «мастодонтов» на четырёх этажах выставочного зала Вататорэн, в Париже некоторое время жил по приглашению интернационального объединения Rόj в помещении старой кондитерской фабрики. Но это был только творческий опыт, эмоциональный всплеск, коктейль событий, личных контактов. Берлин позже стал для А. Родина приютом. Поскольку Берлин является неофициальной столицей современного европейского искусства, именно здесь сконцентрировалась неугомонная творческая энергия, которая затягивает в свои пределы мастеров с самыми различными эстетическими взглядами. В 2001 году в Берлине в Доме художников Tacheles — открылась выставка современного белорусского искусства Dасh, в которой был представлен Александр Родин. Это событие изменило судьбу художника. В огромном (700 квадратных метров) выставочном зале по несколько месяцев экспонировались монументальные живописные полотна Александра Родина, он ежедневно проводил мастер-классы для посетителей — посреди помещения ставил мольберт и работал до трёх часов ночи над очередным полотном на глазах публики.
Постепенно пространство, которое возглавлял Родин, стало местом творческого эксперимента, открытого для участия молодых творцов из Белоруссии. Нельзя точно сказать, сколько человек за это время нашло здесь бесплатный приют, сколько начинало свой путь в искусство через Тахелес, благодаря поддержке Родина. Тахелес стал чем-то вроде неформального белорусского культурного центра. Деятельность Алеся Родина позволила приглашать к участию в фестивале «Dасh», ставший ежегодным, около 50 художников из разных художественных сфер: перформанс, мультимедиа, экспериментальная музыка, скульптура и др. Казалось, что такой творческой мобильности с космополитическим страстью, немножечко левой по своей идеологии подвластно все.
С 2003 году вместе с Змитром Юркевичем Александр Родин организовывает ежегодный фестиваль «ДАХ». Главным источником визуального впечатления автора является линия — она рассекает внешний мир, определяет контуры формы и в то же время анализирует её изнутри. Если проследить творческую эволюцию художника, то заметно, что в ранних работах есть фигуры людей, в более поздних проявляются субъективные импульсы, сочетаются рациональные и иррациональные начала, аллегории, парадоксы, сталкиваются понятия классического и хаотического. Работы Родина тревожат зрителей мощью фантазии, дерзкими стилистическими сочетаниями, лоскутного фактурой, которую нужно «читать».
Кроме того, Александр Родин занимался перформансами. Он не столько показывал действие, сколько созерцал самого себя. Однако сам визуальный ряд отделан многозначительными деталями, которых обычно много, и которые напоминают о приверженности художника к монументальной живописной мозаике, смысл которой никогда не прочитывается сразу. Перформансы художника, как правило, длительны по времени. Например, знаменитый перформанс «Связь», который Александр Родин представил вместе с Змитром Юркевичем /идея перформанса/ на первом фестивале «Новинки» (1999) происходил на протяжении нескольких часов, когда зрители наблюдали за неподвижными фигурами, и это надо было воспринимать как своеобразное театральное зрелище.
Пейзажи — ещё одна страница творчества А.Родина. Работы написаны мелкими точками, балансирующими в равновесии между абстракцией и реализмом; все они имеют некую аллегорическую форму. Расставляя акценты, совершенствуя язык художественных экзистенции, автор раскрывает перед зрителем сложный космос личного мироощущения.
Скончался 19 декабря 2022 года.

## Выставки, мероприятия
- 2022 — Персональная выставка «Украденное вдохновение», Фабрика, Минск, Беларусь.
- 2021 — Персональная выставка «Trans Atlantic Art Message», Национальная библиотека, Минск, Беларусь.
- 2021 — Групповая выставка, Триеннале «Концепт», Дворец искусств, Минск, Беларусь.
- 2021 — Республиканская выставка живописи, «Лабиринт», Дворец искусств, Минск, Беларусь.
- 2019 — Персональная выставка «Мифологема тысячелетия», Ок16, Минск, Беларусь.
- 2016 — «Пленэр пад час суб-талакі», Грушаўская сядзіба, Беларусь.
- 2016 — Персональная выставка «Сіндром адраджэння» в рамках Четвёртого феста «Рэха ДАХу», Пружанский дворец, Пружаны, Беларусь[8].
- 2016 — Персональная выставка «Мой Tacheles», Минск, Беларусь[9].
- 2016—2018 — Персональная выставка «Global warning/Global warming», Верх, Минск, Беларусь.
- 2015 — Фестиваль экспериментального искусства «ДАХ-XXVIII РЭЙТАН», Дворец искусств, Минск, Беларусь.
- 2014—2019 — Персональные выставки, фестиваль «Odyssee», Берлин, Германия.
- 2014—2018 — Персональные выставки, фестиваль «Fregs of Nature», Берлин, Германия.
- 2014 — Выставка и международный форум белорусских художников «Сума Сумарум», Минск, Беларусь[10].
- 2001—2014 — Персональные выставки, Kunshaus «Tacheles», Берлин, Германия.
- 2013 — Персональная выставка, галерея «Куб», Берлин, Германия.
- 2011 — Выставка «Белорусские художники в мире», Минск, Беларусь[11].
- 2009 — Международный арт-фестиваль нетрадиционного искусства «ДАХ-9», Дворец искусств, Минск, Беларусь[12].
- 2008 — Групповая выставка, Музей нонконформистского искусства, Санкт-Петербург, Россия.
- 2008 — І Минская международная биеннале современной живописи «Colorfest», Национальная библиотека, Минск, Беларусь[13].
- 2008 — Персональная выставка, «ДАХ 5», музей современного искусства, Минск, Беларусь.
- 2008 — Персональная выставка, Галерея «Добрые мысли», Минск, Беларусь.
- 2006 — Персональная выставка, галерея «Кунстхауз», Берлин, Германия[14].
- 2004 — Персональная выставка, Национальная библиотека, Минск, Беларусь.
- 2003 — Групповая выставка, Клермон-Ферран, Франция.
- 2002 — Групповая выставка, галерея Пьера Кардена, Париж, Франция.
- 2001 — Выставка современного белорусского искусства DACH, Дом художников «Tacheles», Берлин, Германия.
- 1999 — Персональная выставка, Национальная галерея, Минск, Беларусь.
- 1998 — Выставка «Погоня», Национальная галерея, Минск. Беларусь.
- 1997 — Групповая выставка, выставочный центр Херберта, Париж, Франция.
- 1996 — Персональная выставка, Галерея «IFIAC», Брюссель, Бельгия.
- 1996 — Персональная выставка «Дом художника», Москва, Россия.
- 1994 — Персональная выставка, галерея «Шестая линия», Минск, Беларусь.
- 1993 — Групповая выставка, Джулиянова, Италия.
- 1992 — Персональная выставка «Артшок», Дворец искусств, Минск, Беларусь.
- 1991 — Персональная выставка, Центральный дом художников, Москва, Россия.
- 1990 — Выставка «Зов Кассандры», Национальная галерея, Минск, БССР.
- 1989 — Групповая выставка «Сокровища белорусского авангарда», Минск, БССР.
- 1987 — Персональная выставка «Час пик», Музей Великой Отечественной войны, Минск, БССР.
- 1980 — Персональная выставка зал Союза художников, Минск, БССР.
- 1976 — Республиканская выставка, Национальная галерея, Минск, БССР.
- 1971 — Выставка молодых художников, Национальный музей Минска, БССР.

Работы художника находятся в Национальном музее Минска, Музее современного искусства Минска, в частных коллекциях: Германии, России, Бельгии, Франции, Нидерландов, США, Швеции, Швейцарии, Италии, Англии.

## Галерея
- Alexander Rodin_Glob: Flow and Minsk Plus Brex and Sex_2017-2020
- Personal exhibition OK16
- Alexander Rodin Art
- Alexander Rodin

## Публикации
- Наталля Шаранговіч. Kali yuga Алеся Родзіна № 5 (314) 21.05.2009 — 21.06.2009 г.
- Алесь Сухадолаў. Алесь Родзін: «Мастацтва — галоўны наркотык».10.03.2014 г.
- Ягор Сурскі. Алесь Родзін — мастак году (+відэа). 03.01.2013 г.
- Родзін Алесь. Жывапіс 1975—2008 = Rodin Ales. Painting 1975—2008. Альбом рэпрадукцый. — Мінск: Галіяфы, 2008. — 28 с. — (Адсутнае беларускае мастацтва). ISBN 978-985-6906-11-7.